# F1 23
F1 23 est un jeu vidéo de course développé par Codemasters et édité par EA Sports, sorti le 16 juin 2023 sur Microsoft Windows, Linux, PlayStation 4, PlayStation 5, Xbox One et Xbox Series X/S. Il s'agit de la seizième entrée de la série F1 par Codemasters. Le jeu détient la licence officielle des championnats de Formule 1 et de Formule 2 2023.

## Accueil

### Distinctions
Le jeu est nommé lors des Games Awards 2023 dans la catégorie « meilleur jeu de course/sport », mais à l'issue de la cérémonie, le lauréat est remporté par Forza Motorsport. Lors des nominations des Steam Awards en décembre 2023, il est nommé dans la catégorie « Jeu VR de l'année ».
| Année | Prix         | Catégorie                    | Résultat   |
| ----- | ------------ | ---------------------------- | ---------- |
| 2023  | Games Awards | Meilleur jeu de course/sport | Nomination |
| 2023  | Steam Awards | Jeu VR de l'année            | Nomination |